# Florian Wiegand
Florian Wiegand (geboren 1973 in München) ist ein deutscher Kulturmanager. Seit 2012 ist er Konzertchef der Salzburger Festspiele.

## Leben
Geboren 1973 in München, studierte Florian Wiegand Kulturmanagement an der Fachhochschule Potsdam sowie Industrielle Musikproduktion am Institut für populäre Musikforschung der Humboldt-Universität zu Berlin. Er nahm am Arts Management Programm der De Montfort University in Leicester, Großbritannien teil und schloss sein Studium 2001 mit einem Masterabschluss in Kulturmanagement an der Carnegie Mellon University (Pittsburgh, PA, USA) ab. Während seines Studiums konnte Florian Wiegand Berufserfahrungen bei Festivals und Orchestern wie den Münchner Philharmonikern, den Berliner Festwochen, dem Kunstfest Weimar, dem Jugendorchesterfestival Young Euro Classic, den Osterfestspiele Salzburg und dem Pittsburgh Symphony Orchestra sammeln.
Im Jahr 2001 begann Florian Wiegand als Assistent des Intendanten des Konzerthauses Dortmund, das 2002 eröffnet wurde. Die Gründung einer Chorakademie sowie der Aufbau der Marketingabteilung fielen unter seine Verantwortung. Außerdem leistete er einen Beitrag zur künstlerischen Planung und Budgetierung sowie der Entwicklung von Sponsoring- und Fundraising-Projekten des Konzerthauses. 2005 wurde er zum Leiter des Künstlerischen Betriebsbüros und der Konzertplanung ernannt. Zusätzlich zu verschiedenen Abonnementreihen entwickelte er gemeinsam mit dem Intendanten ein dreijähriges Künstlerresidenz-Programm mit Esa-Pekka Salonen, gefolgt von Yannick Nézet-Seguin. Er schuf kleine Festivals, genannt „Zeitinseln“ mit Komponistenschwerpunkten zu Bartók, Berg, Henze, Ligeti, Messiaen und Skrjabin, und setzte sich für neue Reihen wie „Junge Wilde“ ein, die die zukünftige Generation großer Künstler präsentieren. 
Seit 1. April 2012 arbeitet Wiegand als Konzertchef der Salzburger Festspiele. Er wurde von Intendant Alexander Pereira bestellt, übte diese Funktion aber auch in der Intendanz von Markus Hinterhäuser (ab 2017) aus. Für die Programmierung der Ouverture spirituelle im Jahr 2016 legte er den Schwerpunkt auf den Dialog mit den ostkirchlichen Christen und setzte Heinrich Ignaz Franz Bibers selten aufgeführte Missa Salisburgensis im Salzburger Dom an. Wiegand gehört auch dem Vorstand der Salzburg Biennale an.
Im Juli 2024 wurde bekannt, dass Wiegand im September 2025 als Intendant zu den Münchner Philharmoniker wechseln wird. Sein Nachfolger in Salzburg wird Axel Hiller.